# K. C. Jones
K. C. Jones (* 25. Mai 1932 in Taylor, Texas; † 25. Dezember 2020 in Connecticut) war ein US-amerikanischer Basketballspieler der Boston Celtics und -trainer der Capital Bullets wie der Washington Bullets, der Seattle SuperSonics und der Celtics der National Basketball Association. Mit acht NBA-Meisterschaften als Spieler und zwei als Coach war er eine der erfolgreichsten Persönlichkeiten in der Geschichte dieses Verbandes. Er war darüber hinaus neben Bill Russell eine von acht Personen, die sowohl die NCAA Division I Basketball Championship und die NBA-Meisterschaft als auch olympisches Gold gewonnen haben.

## Spielerkarriere
Geboren als K. C. Jones (sein vollständiger Name) in einer armen Familie, die auf der Suche nach Arbeit von Texas nach San Francisco zog, wurde Jones ein herausragender Sportler, der sich letztendlich gegen American Football und für Basketball entschied. Der talentierte Aufbauspieler (Guard) bekam ein Stipendium für die University of San Francisco und wurde Zimmergenosse von Center Bill Russell. Gemeinsam holten sie für die USA olympisches Gold 1956. Als Russell sich im selben Jahr von Coach Red Auerbach zu den Boston Celtics draften ließ, trennten sich ihre Wege, aber 1958 wurde Jones nach Ableistung des US-Wehrdienstes ebenfalls zu den Celtics gedraftet.
Dort war Jones zunächst Ersatzmann des legendären Celtics-Spielmachers Bob Cousy und war gemeinsam mit seinem Namensvetter Sam Jones (dem Stand-In für Distanzwerfer Bill Sharman) das Ersatz-Aufbauspielerpaar. Vier Jahre war Jones Cousys Stellvertreter und gewann als Ersatzmann alle vier Meisterschaften von 1959 bis 1962.
Als Sharman 1961 und Cousy 1962 aufhörten, folgten ihnen die „Jones Brothers“ K. C. Jones und Sam Jones nach und wurden ebenfalls eines der gefürchtetsten Guard-Paare der Liga. Während Sam Jones für die Punkte zuständig war, sorgte K. C. Jones für die defensive Härte. Obwohl er in seiner Karriere lediglich 7,4 Punkte und 4,3 Vorlagen pro Spiel erzielte (beides gerade die Hälfte von Cousys Statistiken), war sein Einfluss auf das Spiel beträchtlich. Denn Jones entwickelte sich zu einem der gefürchtetsten Verteidiger der Liga und trug mit seiner harten Defense dazu bei, dass gegnerische Star-Guards wie Oscar Robertson oder Jerry West sich gegen die Celtics kaum entfalten konnten. Mit einem Team, welches einige der wirkungsvollsten Verteidiger der 1960er enthielt (Center Bill Russell, Flügelspieler Tom Sanders und John Havlicek sowie K.C. Jones), gewannen die Celtics jedes Jahr bis 1966 die NBA-Meisterschaft. Im letzten Jahr von Jones’ Karriere wurden die Celtics 1967 erstmals nach acht Jahren besiegt, und Jones beendete im Alter von 35 Jahren seine Spielerkarriere im einzigen (!) Jahr seiner Karriere ohne NBA-Titel. Als Dank für seine Dienste wird seine Trikotnummer 25 seitdem von den Celtics nie mehr vergeben.
1989 wurde Jones für seine Karriereleistung in die Naismith Memorial Basketball Hall of Fame aufgenommen. Er starb im Dezember 2020 im Alter von 88 Jahren.

## Trainerkarriere
Als Coach war Jones ebenfalls erfolgreich. Er führte das Celtics-Team der 1980er unter Superstar Larry Bird zu zwei Meistertiteln in den Jahren 1984 und 1986, ehe er im Alter von 59 Jahren aufhörte. Zuvor hatte er zwei Meisterschaften als Assistenzcoach der Los Angeles Lakers und der Celtics gewonnen. Seine Teams gewannen 556 ihrer 802 Spiele.